# Eurycorypha simillima
Eurycorypha simillima är en insektsart som beskrevs av Lucien Chopard 1954. Eurycorypha simillima ingår i släktet Eurycorypha och familjen vårtbitare. Inga underarter finns listade i Catalogue of Life.